# Psykter
Een psykter is een bepaalde Griekse pot, die werd gebruikt om wijn koel te houden. De wijn werd in de psykter gedaan en vervolgens in een krater met ijskoud water geplaatst.
De typische vorm van een psykter is een bolvorm boven een hoge, nauwe voet.